# San Donà di Piave
San Donà di Piave [ˈsan doˈna ˈdi ˈpjaːve] es una localidad de la Provincia de Venecia, en el Véneto, Italia. Su población es de 40.841 habitantes (2009) en una superficie de 78,61 km². Se localiza junto al río Piave, a unos 40 kilómetros al noreste de Venecia y a unos 30 km al este de Treviso.

## Ciudades hermanas
San Donà di Piave está hermanada con:
- Villeneuve-sur-Lot

## Evolución demográfica
| Gráfica de evolución demográfica de San Donà di Piave entre 1861 y 2001 |
|                                                                         |
| Fuente ISTAT - elaboración gráfica de Wikipedia                         |